# Kolda
Kolda er en by i det sydlige Senegal med 62.258(2007) indbyggere. Byen er hovedstad i regionen af samme navn.